# توماس سانشيز

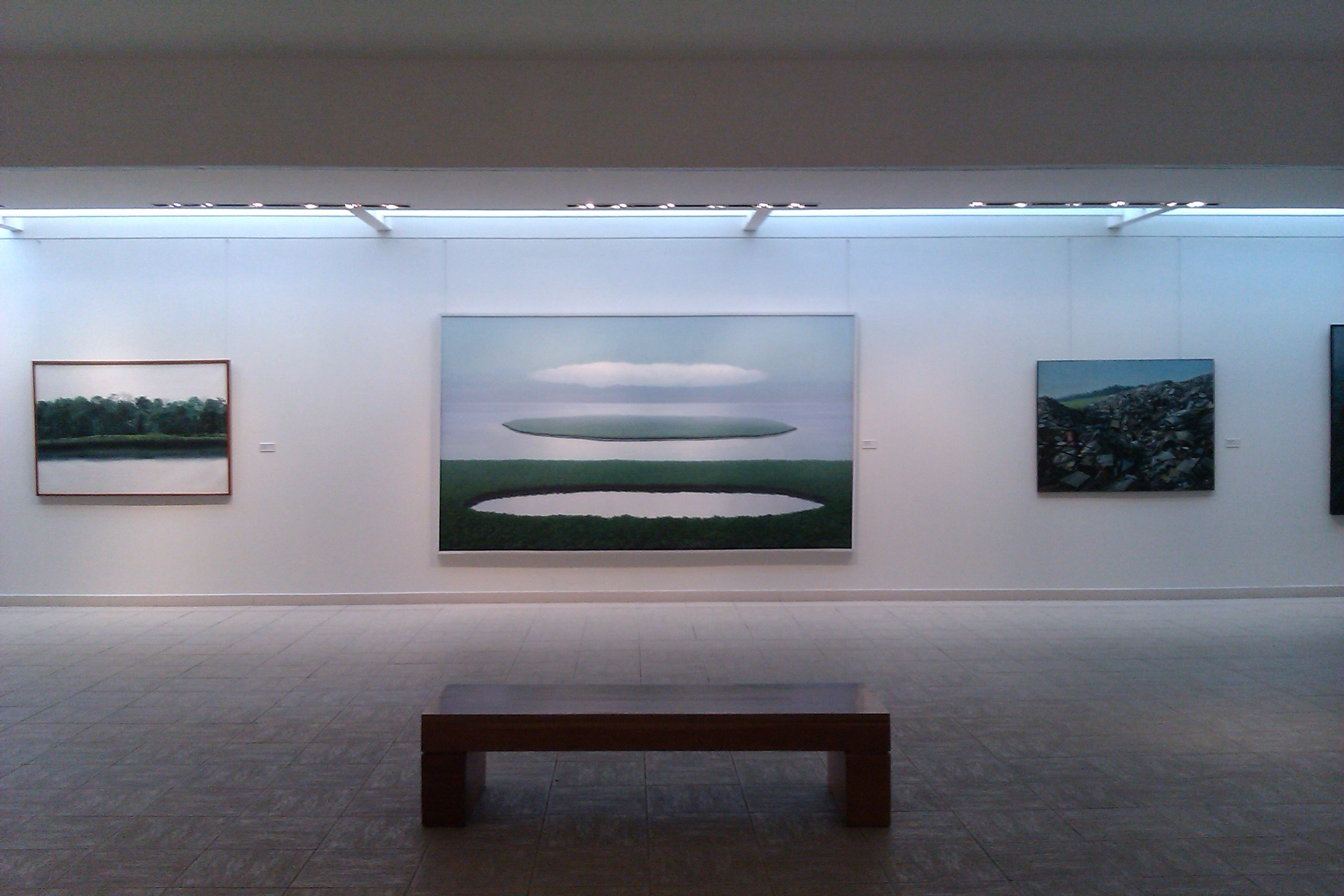

توماس سانشيز هو رسام كوبي، ولد في 22 مايو 1948 في Aguada de Pasajeros ‏ في كوبا.